# Viktoria Huse
Viktoria Martha Huse (* 24. Oktober 1995 in Braunschweig) ist eine deutsche Hockeyspielerin, die 2019 und 2021 Europameisterschaftszweite war.

## Sportliche Karriere
Die Abwehrspielerin Viktoria Huse spielte für MTV Braunschweig und für den DHC Hannover, bevor sie zum Club an der Alster wechselte. Mit dem Club an der Alster war sie 2018 und 2019 Deutsche Meisterin.
Von 2011 bis 2016 nahm sie an 63 Länderspielen in den verschiedenen Altersklassen im Juniorinnen-Bereich teil. Ihre größten Erfolge waren der zweite Platz 2013 bei der U18-Europameisterschaft und der fünfte Platz 2016 bei der Juniorinnen-Weltmeisterschaft.
2016 debütierte sie in der Nationalmannschaft. Bei der Halleneuropameisterschaft 2016 belegte sie mit dem deutschen Team den vierten Platz. Zwei Jahre später siegte sie bei der Hallenweltmeisterschaft 2018.
Bei der Feldhockey-Weltmeisterschaft 2018 in London gewann die deutsche Mannschaft ihre Vorrundengruppe. Im Viertelfinale schieden die Deutschen gegen die Spanierinnen aus. Im Jahr darauf bei der Europameisterschaft 2019 in Antwerpen belegten die deutschen Damen in der Vorrunde den zweiten Platz hinter den Engländerinnen, das Spiel zwischen den beiden Mannschaften endete 1:1. Im Halbfinale schlugen die Deutschen die Spanierinnen mit 3:2, im Finale unterlagen sie den Niederländerinnen mit 0:2. 2021 fand die Europameisterschaft wieder in Amstelveen statt. Die deutsche Mannschaft gewann ihre Vorrundengruppe vor den Belgierinnen. Im Halbfinale siegte die deutsche Mannschaft mit 4:1 gegen Spanien, im Finale siegten die Niederländerinnen mit 2:0. Bei den Olympischen Spielen in Tokio belegte die deutsche Mannschaft den zweiten Platz in der Vorrunde. Im Viertelfinale schieden die Deutschen mit 0:3 gegen die Argentinierinnen aus. 2022 belegte Huse mit der deutschen Mannschaft den vierten Platz bei der Weltmeisterschaft. Bei der Hallenhockey-Europameisterschaft in Hamburg siegte die deutsche Mannschaft im Finale mit 5:4 gegen die Niederländerinnen. Im Jahr darauf wurde die Mannschaft Dritte bei der Europameisterschaft 2023 in Mönchengladbach. Bei den Olympischen Spielen 2024 in Paris belegte Huse mit der deutschen Mannschaft in der Vorrunde den dritten Platz. Im Viertelfinale unterlagen die Deutschen den Argentinierinnen im Shootout. Huse hatte im Viertelfinale das einzige deutsche Tor während der regulären Spielzeit erzielt.
Viktoria Huse bestritt 136 Länderspiele, davon 19 in der Halle. (Stand 14. Juni 2024) 